# Doneru
Doneru/どねるは、ライブ配信者やアーティストを始めとしたクリエイターのためのライブ配信拡張サービス。
YouTube Live、Twitchなどの動画配信プラットフォームを介してユーザーにコンテンツを配信することができる。

## サービス機能

### オーバーレイ機能
Doneruは、Open Broadcaster SoftwareやXSplit Broadcasterなどの配信エンコーダソフトのブラウザオーバーレイ機能を利用することで、ライブ配信画面上にチャット画面や投げ銭通知、クラウドファンディング達成率ゲージ、チャンネル登録/フォロー通知などを出すことができる。

### 投げ銭機能
Doneruを利用するクリエイターは投げ銭リンクを発行することができ、そのリンクから収益を得ることができる。

## 歴史
Doneruは、ZEROUM株式会社によって開発され運営されています。